# 1984年鐵路
此條目列出1984年發生有關鐵路運輸的事件。

## 事件

### 1月
- 1月9日：蒙特利爾地鐵橙線由聖凱斯琳嶺站延長至學院站。

### 3月
- 3月18日：鹿兒島交通（日语：鹿児島交通）枕崎線停運。
- 3月19日：住宅·都市整備公團（日语：住宅・都市整備公団）千葉新城線（現為北總鐵道北總線）通車。

### 4月
- 4月1日：赤谷線、魚沼線、日中線、清水港線停運，盛線及久慈線交由三陸鐵道、宮古線營運。
- 4月9日：東京急行電鐵田園都市線延長至中央林間站。
- 4月12日：孟買郊區鐵路西線（英语：Western line (Mumbai Suburban Railway)）通車。
- 4月27日：福岡市地下鐵2號線（現為箱崎線）由吳服町站延長至馬出九大醫院前站。
- 4月28日：費城中央城市通勤連接（英语：Center City Commuter Connection）隧道啟用。

### 5月
- 5月1日：邯長鐵路通車。
- 5月20日：邁阿密地鐵通車，來往達德蘭南站至歷史奧弗敦／抒情劇院站（英语：Historic Overtown/Lyric Theatre station）。
- 5月22日：首爾地鐵2號線首爾大學站至乙支路入口站通車，全線通車營運，京釜線加設新道林站。

### 6月
- 6月4日：倫敦地鐵貝克盧線由石橋公園站恢復延長至哈羅及威爾德斯通站。
- 6月29日：蒙特利爾地鐵橙線加設普拉蒙登站。
- 6月30日：明斯克地鐵莫斯科線文化學院站（英语：Instytut Kuĺtury (Minsk Metro)）至莫斯科站（英语：Maskoŭskaja (Minsk Metro)）通車，部分車站在早一星期時已經啟用。

### 7月
- 7月23日：都柏林地區快速交通（英语：Dublin Area Rapid Transit）通車。
- 7月30日：青藏鐵路第一期西寧站至格爾木站通車。

### 8月
- 8月10日：哈爾科夫地鐵薩爾季夫線通車。
- 8月30日：南疆鐵路吐魯番至庫爾勒段通車。

### 9月
- 9月3日：芝加哥地鐵藍線奧黑爾國際機場段通車。
- 9月6日：名古屋市營地下鐵鶴舞線由淨心站延長至庄內綠地公園站。
- 9月20日：北京地鐵二期工程通車，來往復興門站至建國門站。

### 10月
- 10月6日：樽見線交由樽見鐵道營運。
- 10月9日：布法羅輕軌通車。
- 10月24日：加爾各答地鐵1號線（英语：Kolkata Metro Line 1）通車。

### 11月
- 11月1日：黑石線交由弘南鐵道營運。
- 11月5日：布達佩斯地鐵3號線由勒海爾廣場站（英语：Lehel tér (Budapest Metro)）至阿帕德橋站（英语：Árpád híd (Budapest Metro)）。
- 11月20日：京仁線加設白雲站。

### 12月
- 12月1日：馬尼拉輕軌1號線通車。
- 12月1日：高砂線、妻線、宮原線停運。
- 12月8日：塔什干地鐵烏茲別克斯坦線（英语：Oʻzbekiston Line）通車。
- 12月20日：墨西哥城地鐵7號線通車。
- 12月28日：天津地鐵既有線通車。
- 12月28日：列寧格勒地鐵莫斯科－彼得格勒線由奧布霍沃站延長至里巴茨科耶站，莫斯科地鐵高爾基－河畔線由卡希拉站延長至奥列霍沃站，但奥列霍沃站翌日即因洪水而關閉。
- 12月30日：基輔地鐵庫雷尼夫卡-紅軍線由共和國人球場站延長至捷爾任斯基站。